# Brothers (Band)
Playhead ist eine Band. Sie entstand aus der Zusammensetzung des italienischen Duos Brothers, die von Walter Mangione und Gabriele Pastori (Brothers) zwei Produzenten und DJs gegründet wurde und durch das Dazustoßen von Domenico Santoro (Keyboard, Instrumentalist) und Carlo Motta (Sänger, Songwriter). Brothers wurde in Mailand gegründet und galt bis zu der Umbenennung zu Playhead zu den erfolgreichsten italienischen Musikgruppen im Bereich der elektronischen Musik.

## Geschichte

### Brothers
Pastori und Mangione gründeten Brothers zu der Zeit als die italienische Discomusik in ganz Europa oben in den Charts vertreten waren. Ihre größten Erfolge feierte das Duo mit den Songs „Sexy Girl“, „The Moon“ und „Dieci Cento Mille“. Letzterer Song wurde auch in den Soundtrack des Videospiels FIFA 2005 von EA Sports aufgenommen.
Das Duo veröffentlichte ein Album, das Dieci Cento Mille heißt und die oben genannten Songs beinhaltet. Zudem sind „Sexy Girl“, „The Moon“ und „Dieci Cento Mille“ in mehreren Italo-Dance-Split-Alben enthalten.

### 2006: Gründung der Gruppe Playhead
Als sich der Musikgeschmack in Europa veränderte, schloss sich der 1985 geborene Pianist Domenico Santoro dem Duo an. Im Jahr 2006 probierte das Trio mehrere Musikgenres von Pop bis Dance aus. Ein Jahr später
(2007) entschied die Gruppe Musik in der Richtung Electronic zu spielen. Auf der Suche nach einem Sänger wurde ein Gewinnspiel im Internet veröffentlicht und im Juni desselben Jahres, wurde der Sänger gefunden, Carlo Motta. Motta war vorher Sänger der Rockband
Lust Wave.
2008 arbeitete das frisch gegründete Quartett an seinem Debüt-Album, das „Nothing to Change“. Zuvor unterzeichnete die Band einen Vertrag mit dem Label Viola Pop Records.

## Stil
Seit der Gründung der Band Playhead variiert der Musikstil zwischen Electronic, Club und Synth Pop. In jedem Song des Debüt-Albums sind die verschiedenen Musikrichtungen gut heraushörbar.

## Diskografie

### Brothers
- 2004: Dieci Cento Mille
- 2005: FIFA 2005 Soundtrack (mit dem Song „Dieci Cento Mille“)
- 2005: The Ultimate Collection (Best-Of)

### Playhead
- 2008: Nothing to Change (Viola Pop Records)

## Alben

### 2004: Dieci Cento Mille (Brothers)
Dieci Cento Mille ist das erste und bisher einzige Album des italienischen Duos Brothers. Es erschien im Zeitraum zwischen 2003 und 2006. Das Album enthält 11 Songs, darunter The Moon, Dieci Cento Mille und Sexy Girl. Alle Songs (außer Dieci Cento Mille, The Moon und Sexy Girl) werden auf Englisch gesungen. Ein Jahr später erschien ein Best-Of-Album mit 14 Tracks, wobei nur 3 Songs (Don’t Stop [Normal und als Extended-Version] und Memories als Extended-Version) neu aufgenommen wurden.

### 2005: The Ultimate Collection (Best Of Brothers)
The Ultimate Collection ist das 2005 erschienene Best-Of-Album des Duos Brothers, das 14 Tracks enthält (11 Songs des Debütalbums, sowie den Song Don’t Stop als Radio-Edit und Extended-Version als auch eine Extended-Version des Songs Memories). Die Laufzeit des Albums beträgt ca. 71 Minuten.

### 2008: Nothing to Change (Playhead)
Nothing to Change ist das Debüt-Album der Band Playhead, die aus der Zusammensetzung der Band Brothers und das Dazustoßen von Domenico Santoro und Carlo Motta gegründet wurde. Es erschien 2008, enthält zehn Songs und wurde vom Label Viola Pop Records veröffentlicht. Das Album kann man unter anderem bei iTunes runterladen.